# Babina Greda

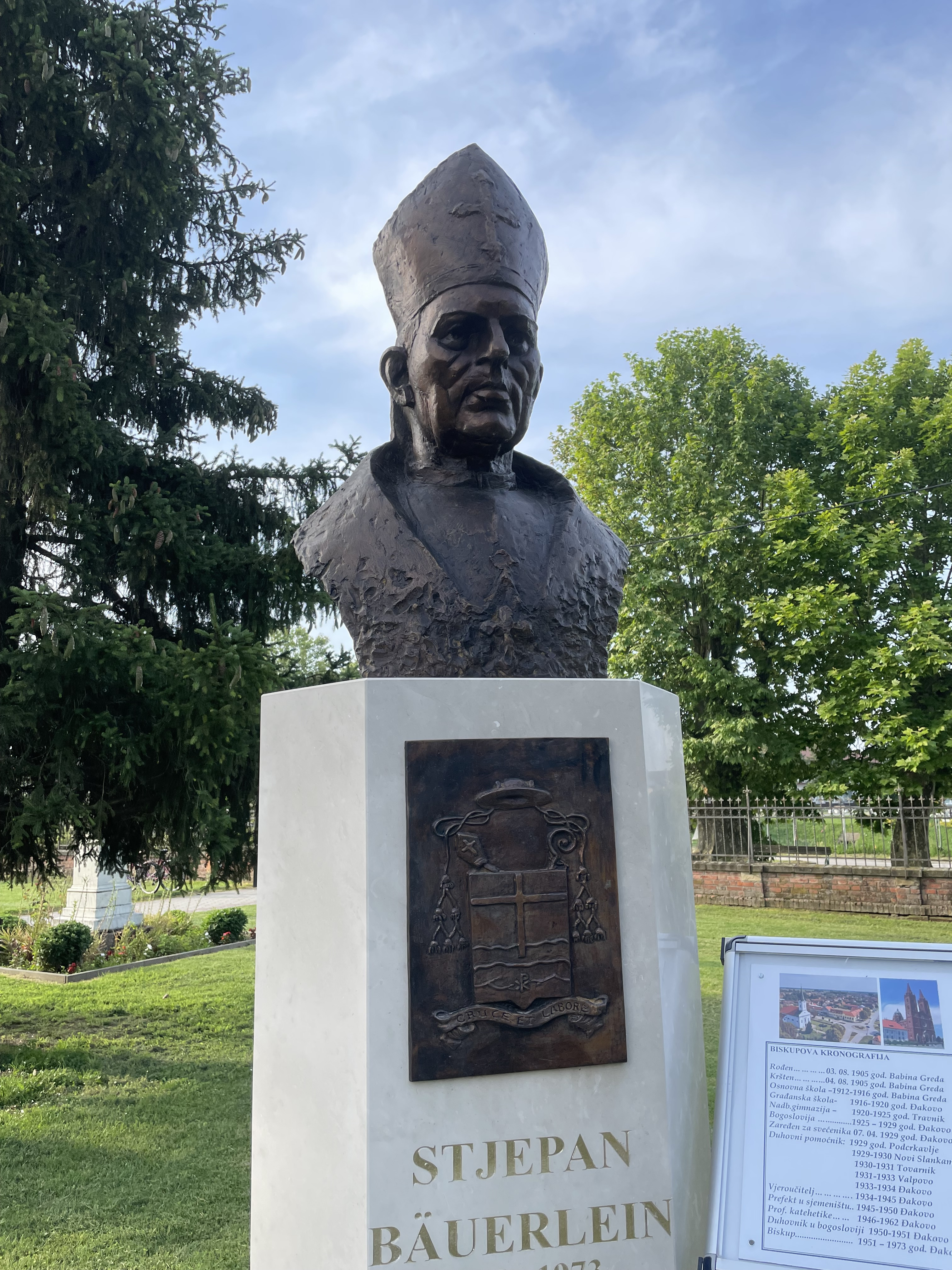
Denkmal für Bischof Stijepan Bäuerlein

Babina Greda ist ein Ort und eine Gemeinde in der Gespanschaft Vukovar-Syrmien.
Der Ort liegt etwa 40 km südwestlich von Vukovar an der Europastraße 70. Der Fluss Save, der hier auch die Grenze Kroatiens zu Bosnien und Herzegowina bildet, befindet sich nur etwa 2 km südlich von Babina Greda. Das Dorf liegt im Osten Kroatiens, den man regional und historisch Slawonien nennt. Babina Greda ist zudem in der nähe eines Grenzübertritts zu Bosnien und Herzegowina. Das Gemeindegebiet beträgt 79,48 km².
Die Stadt Županja ist ca. 18 km von Babina Greda entfernt, die Stadt Osijek, je nach Route 1 Stunde mit dem Auto erreichbar.
Im Jahr 2024 wohnen 3585 Menschen in Babina Greda.

## Persönlichkeiten
Stijepan Bäuerlein (1905–1973), Bischof von Djakovo
Mijat Stojanović (1818–1881), Lehrer, Ethnograf
Ana Verić (1928–2017), Künstlerin